# Figlie di Nazareth
Le Figlie di Nazareth (sigla I.P.A.) sono un istituto religioso femminile di diritto pontificio.

## Storia
La congregazione fu fondata dal sacerdote francescano Agostino da Montefeltro, al secolo Luigi Vicini. Egli aprì nel 1880 un primo orfanotrofio a Badia (poi trasferito a Pisa) e 1887 un altro a Marina di Pisa: per la cura degli orfani pensò di istituire una nuova congregazione di suore che attuasse in pieno il suo ideale e il 5 agosto 1893 rivestì dell'abito religioso le prime dodici aspiranti, dando inizio alla nuova famiglia religiosa.
Ferdinando Capponi, arcivescovo di Pisa, approvò l'istituto il 3 settembre 1896; l'11 maggio 1931 la congregazione fu aggregata all'ordine dei frati minori.

## Attività e diffusione
Le suore si dedicano all'educazione della gioventù femminile e, in particolare, delle orfane.
Oltre che in Italia, sono presenti in Albania, Ghana e India; la sede generalizia è a Pisa.
Alla fine del 2015 l'istituto contava 119 religiose in 18 case.